# Au cœur des flammes
Pour plus de détails, voir Fiche technique et Distribution.
Au cœur des flammes (Point of Origin) est un téléfilm américain de 2002 réalisé par Newton Thomas Sigel.

## Synopsis
Des enquêteurs tentent de trouver un incendiaire en série avant qu'il ne sévisse à nouveau en Caroline du Sud.

## Fiche technique
- Titre original : Point of Origin
- Titre français : Au cœur des flammes
- Réalisation : Newton Thomas Sigel
- Scénario : Matthew Tabak
- Photographie : Anthony G. Nakonechnyj
- Production : 	Newton Thomas Sigel et John Herzfeld
- Pays d'origine :  États-Unis
- Langue : Anglais
- Durée : 86 minutes
- Date de sortie : 22 juin 2002 (USA)

## Distribution
- Ray Liotta : John Orr / Aaron Stiles
- John Leguizamo : Keith Lang
- Colm Feore : Mike Matassa
- Cliff Curtis : Mike Camello
- Bai Ling : Wanda Orr
- Illeana Douglas : Kate
- Ronny Cox : Chief Gray
- Mike Camello : Glen Lucero
- Nora Zehetner : Trish
- Sophia Bush : Carrie Orr
- Sandra Lee Gimpel : Stella Cove (as Sandy Gimpel)
- Miles Schneider : Kenny
- Ingrid Rogers : Ambria
- Maree Cheatham : Gabby Finn
- Graham Beckel : Clarence Hyde
- Trent Gill : Marty
- Glen Lucero : College Hills Fireman
- Angela Alvarado : Mexican Woman (as Angela Alvardo)
- Connie Ramirez : Mexican Friend
- Danny Pino : Burn Victim
- Christopher Kriesa : A.J. Jackobowski (as Chris Kriesa)
- Shashawnee Hall : Lt. Tom Hines
- Lisa Chang : Excuse Me Lady
- Madeleine Wade : Waitress at Diner (as Madeleine Lindley)
- Ashly Holloway : Lori Orr
- Joe Colligan : Courtroom Lawyer
- Gwendolyn Oliver : Courtroom Reporter
- Bill Moseley : Task Force Officer
- Jose B. Martinez : Burn Victim #2
- Bof Matteo : Self - extreme watersport guest (as Matteo A. Bof)
- Laurie Walker : Juror (as Laura Coy)
- Ryan B. Adams : ATF Agent Ryan (uncredited)
- Demetra Karakostas : Middle-Eastern Store Clerk (uncredited)
- Marshall Manesh : Store Manager (uncredited)
- Lynette Ruiz : Sketch Artist (uncredited)
- Anne von Herrmann : Reporter (uncredited)